# Femme fatale

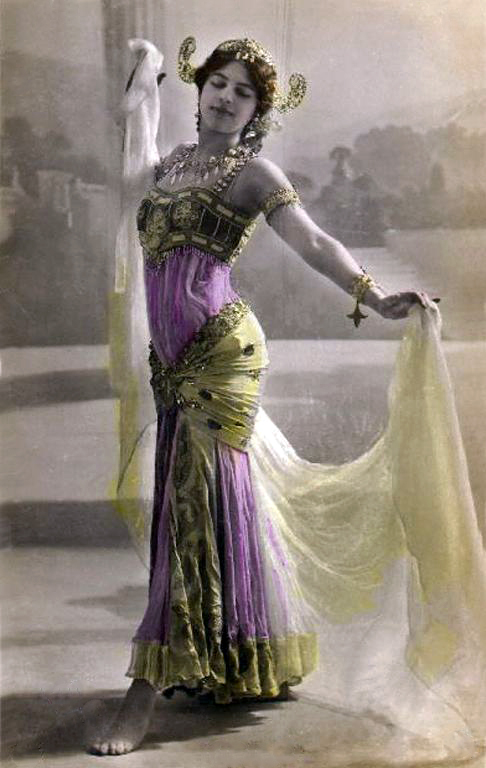
Postkarte von Mata Hari

Die Femme fatale [fam faˈtal] (frz. für „verhängnisvolle Frau“) ist eine besonders attraktive und verführerische Frauenfigur in Kunst und Literatur. Dieser Typus wird mitunter mit magischen oder dämonischen Zügen ausgestattet, die es ihr ermöglichen, Männer erotisch an sich zu binden und sie zu manipulieren. In religiösem Kontext kommt oft noch eine moralische Komponente hinzu, durch die leichtgläubige oder triebhafte Männer durch sie „schicksalhafte“ Läuterung erfahren.
Dieser Typus wird in Anlehnung an ein Gedicht von John Keats auch als La Belle Dame sans Merci oder, in Verwandtschaft zur Vampirmythologie, als Vamp bezeichnet.
Aus moderner Sicht ist die Femme fatale eine Projektion, ein Mythos, beziehungsweise die Konstruktion eines weiblichen Stereotyps, der fast ausschließlich von männlichen Vorstellungen dominiert wird und bei dem die Dämonisierung einer ausgelebten, weiblichen Sexualität eine wesentliche Rolle spielt.
Minderjährige oder sehr junge Figuren dieser Art werden auch als Fille fatale bezeichnet. Das begriffliche Gegenstück zur Femme fatale ist dagegen die Femme fragile.

## DieFemme fatalein Mythologie, Kunst und Literatur

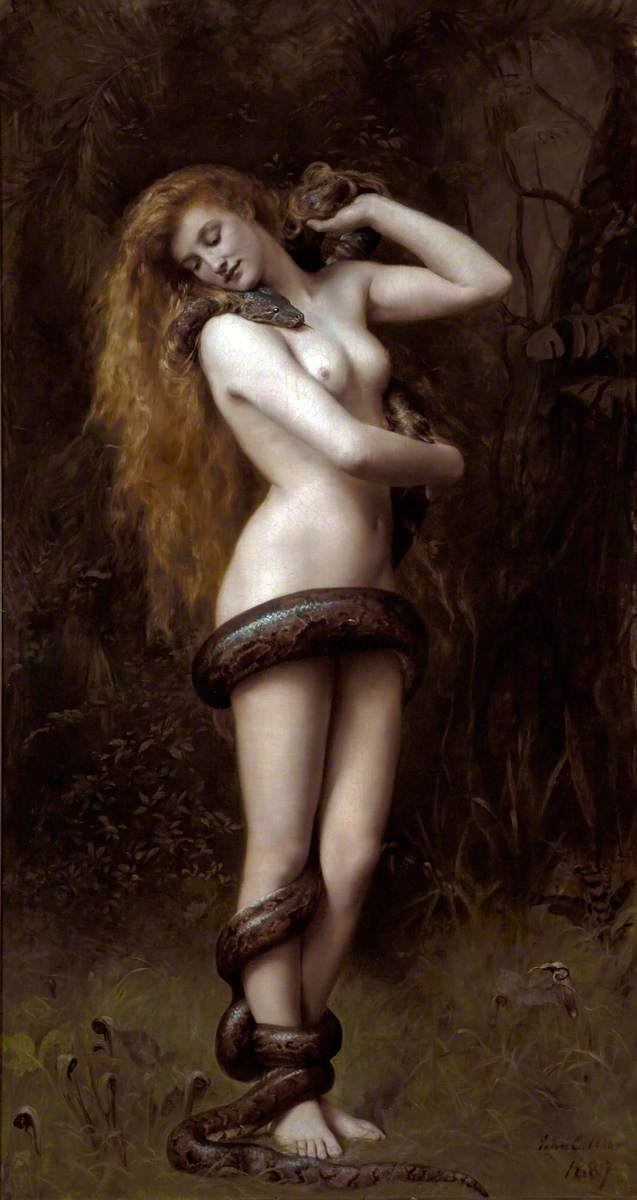
Lilith, Gemälde von John Collier (1892)

Die Bewertung, ob der Typus der Femme fatale eher reale Vorbilder haben könnte, oder doch eher als „Denkfigur“ zu betrachten ist, fällt je nach Betrachter völlig unterschiedlich aus:

„Im Mythos und in der Literatur hat es den Typus der Femme fatale immer gegeben, denn Mythos und Literatur sind nur die dichterische Widerspiegelung des wirklichen Lebens; im wirklichen Leben aber hat es an mehr oder minder vollkommenen Exemplaren herrschsüchtiger und grausamer Frauen nie gefehlt.“

„Die Denkfigur der ‚femme fatale‘ stellt einen literarischen Frauentypus dar, der sich von der antiken Literatur bis hin zu Darstellungen von Weiblichkeit im Gegenwartsfilm wiedererkennen lässt. Hierbei wird die Frau als gefährliche Verführerin inszeniert, die die ihr verfallenden Männer ins Unheil stürzt. In dieser Dämonisierung des Weiblichen drückt sich ein neurotisches, oftmals auch misogynes Verhältnis zum femininen Geschlecht aus, dem als sinnlich-irrationaler Macht sowohl die Angst als auch die Faszination des sie begehrenden Mannes gilt.“

Das Motiv der dämonischen Verführerin durchzieht die gesamte Literatur seit der altbabylonischen Zeit. Dieser Epoche entstammt die Figur des weiblichen Dämonenwesens Lilith, die als Urbild der Femme fatale gesehen werden kann und deren Gestalt in den folgenden Jahrtausenden immer wieder neu aufgegriffen und neu gelesen wurde, etwa in der Bibel, im jüdischen Volksglauben oder in mittelalterlicher kabbalistischer Überlieferung. Abwechselnd wurde und wird sie unter anderem als männerzerstörender Succubus dargestellt, als hexenartige Kindsmörderin, die ungeborene Kinder im Mutterleib tötet, oder als erste Frau Adams (noch vor Eva), die aus dem Paradies verbannt wurde (oder, je nach Interpretation, freiwillig daraus floh), weil sie sich weigerte, sich Adam unterzuordnen (auch in sexueller Hinsicht – im sogenannten Alphabet des Bin Sira entzündet sich der Streit zwischen Lilith und Adam an der Frage, wer beim Sex oben liegen darf.)
- Biblische Beispiele sind
  - Judit[3][7]
  - Maria Magdalena[8]
  - Salome[3][9] und
  - Delila[10]

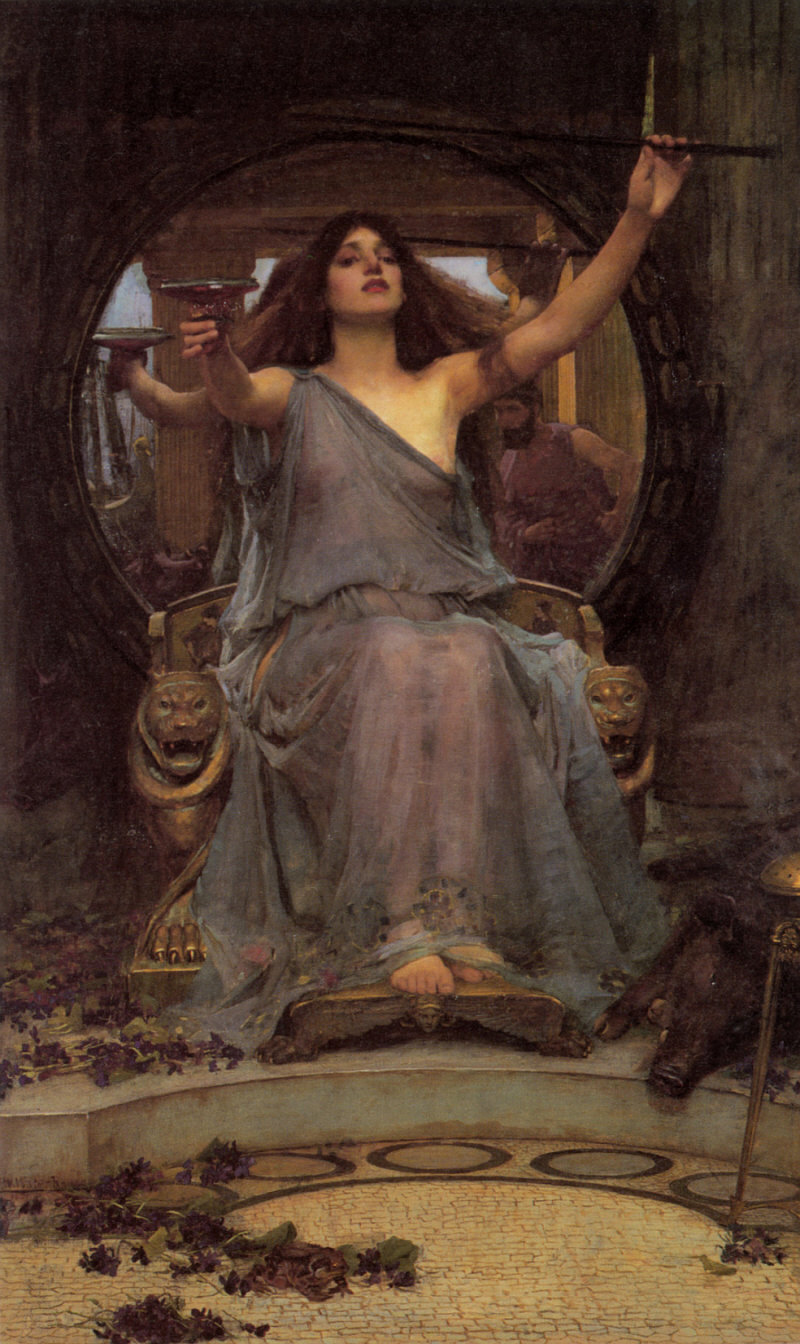
Circe bietet Odysseus den Becher,
John William Waterhouse, 1891

- In der Epik der klassischen Antike erscheinen u. a.
  - Pandora[11]
  - Helena,
  - Circe[3] und die
  - Sirenen[3].

- Im Mittelalter entstanden die Lieder von der Nixe Melusine, von Meliur, von Armida und das Motiv der Mahrtenehe zwischen einem Sterblichen und einem verführerischen, aber Albdruck verursachenden überirdischen weiblichen Wesen.

- Die der japanischen Legende entsprungene Tamamo no Mae

- Die chinesische Daji

- Vamps der Literatur der frühen Neuzeit sind:
  1. Semiramis, Agrippina, Sophonisbe (bei Calderón)
  2. Die Jüdin von Toledo basierend auf Rahel la Fermosa (ca. 1610 bei Lope de Vega, ca. 1855 bei Franz Grillparzer, 1955 bei Lion Feuchtwanger), wobei sowohl die Titelfigur, als auch ihre Gegenspielerin, Königin Eleonor(e), als Femme fatale gelesen werden können
  3. „Dark Lady“ aus Shakespeares Sonetten
  4. Countess Isabella (bei John Marston)
  5. Celinde (bei Andreas Gryphius)
- Beispiele des 18. Jahrhunderts:
  1. Marwood und die Gräfin Orsina (beide bei Lessing)
  2. Madame Reymer (bei Diderot)
  3. Danae und Lais (bei Wieland)
  4. Matilda (in Matthew Lewis’ The Monk).
  5. Die Verführerin Adelheid (Götz von Berlichingen) und Die Braut von Korinth wurden von Goethe erdacht.
  6. Die Comtesse Blainville (in Die Geschichte des Herrn William Lovell von Ludwig Tieck)
- Beispiele des 19. Jahrhunderts:
  1. Die Totenbraut von Friedrich Laun
  2. Die Bergkönigin (in E. T. A. Hoffmanns Die Bergwerke zu Falun)
  3. Gräfin Romana in Ahnung und Gegenwart und Gräfin Diana in Die Entführung von Eichendorff
  4. Wanda in Venus im Pelz von Leopold von Sacher-Masoch
  5. Giulia Belcredi in Le Crépuscule des Dieux, dt. Götterdämmerung von Élémir Bourges
  6. Raoule de Vénérande in Monsieur Vénus von Rachilde
  7. Anna Karenina in Anna Karenina von Lew Tolstoi
  8. die Kokotte Nana von Émile Zola

Die Femme fatale ist auch ein Motiv diverser Volkssagen. Bekanntes Beispiel dafür ist das von Heinrich Heine geschriebene Gedicht über die Loreley. Weitere Beispiele sind von Kleist das Fräulein Kunigunde (Das Käthchen von Heilbronn), von Friedrich de la Motte-Fouqué die Nixe Undine, von E. T. A. Hoffmann Der Elementargeist, und von Oscar Wilde die tanzende Tochter der Herodias in Salome.
Das bekannteste Bühnenwerk mit einer Femme fatale ist die Oper Carmen von Georges Bizet; sie greift ein Werk von Prosper Mérimée auf.

Alma Mahler-Werfel 1900, vielfältig künstlerisch verewigte Femme fatale des frühen 20. Jahrhunderts

In Gerhart Hauptmanns Dramen treten eine ganze Reihe von Vamps auf. Eines der bekanntesten Beispiele schuf Frank Wedekind mit der Kindfrau Lulu, dem Prototyp des modernen Vamps (Erdgeist; Die Büchse der Pandora).
Weitere Beispiele des frühen 20. Jahrhunderts sind die „Künstlerin“ Rosa Fröhlich (in Heinrich Manns Professor Unrat), Alpha (in Robert Musils Vinzenz und die Freundin bedeutender Männer), Luise (Lu) Dercum (in Jakob Wassermanns Laudin und die Seinen), Temple Drake (in William Faulkners Die Freistatt) und Alraune (in Hanns Heinz Ewers’ Alraune. Die Geschichte eines lebenden Wesens, zwischen 1918 und 1952 sechsmal verfilmt).
Die Figur der Jolene im gleichnamigen Lied der Musikerin Dolly Parton, eines der meistgecoverten Lieder, ist eine Femme Fatale, beschrieben und besungen aus der Position ihrer Konkurrentin.
Die Kulturhistorikerin Camille Paglia sieht die Femme fatale als wichtigste Figur unter den „dämonischen Archetypen des Weiblichen, die für die unbeherrschbare Nähe der Natur“ stünden. „Je weiter die Natur im Westen zurückgedrängt wird, um so häufiger taucht die Femme fatale auf: als Wiederkehr des Verdrängten. Sie ist die Ausgeburt des schlechten Gewissens, das der Westen gegenüber der Natur hat.“ Sie sei eine „Extrapolation aus biologischen Gegebenheiten der Frau“, erscheine „als medusische Mutter oder als frigide Nymphe […]. Ihre kühle Unnahbarkeit lockt, fasziniert und zerstört. Sie ist keine Neurotikerin, höchstens Psychopathin. […] ihr eignet eine amoralische Fühllosigkeit, eine ruhige Gleichgültigkeit gegen die Leiden derer, die sie anzieht und an denen sie teilnahmslos die Wirkung ihrer Macht beobachtet.“ Sie sei „bedrohlich, weil sie bleibt, ruhig, gelassen und lähmend. Ihrer Bleiben ist eine dämonische Last, […] sie ist Stachel, Inbegriff widerborstiger verderbter Sexualität. Ihr Stachel bleibt.“

## DieFemme fatalein der Wirklichkeit
Auch realen Frauen wurden und werden immer wieder Eigenschaften einer Femme fatale zugeschrieben, besonders häufig in der Zeit des Fin de Siècle. Eine der Grundvoraussetzungen, die damals dazu beitrugen, eine Frau mit dem Image der Femme fatale zu belegen, war eine offen ausgelebte Sexualität, die sich beispielsweise in einer größeren Anzahl wechselnder Liebhaber oder Ehemänner äußerte. 

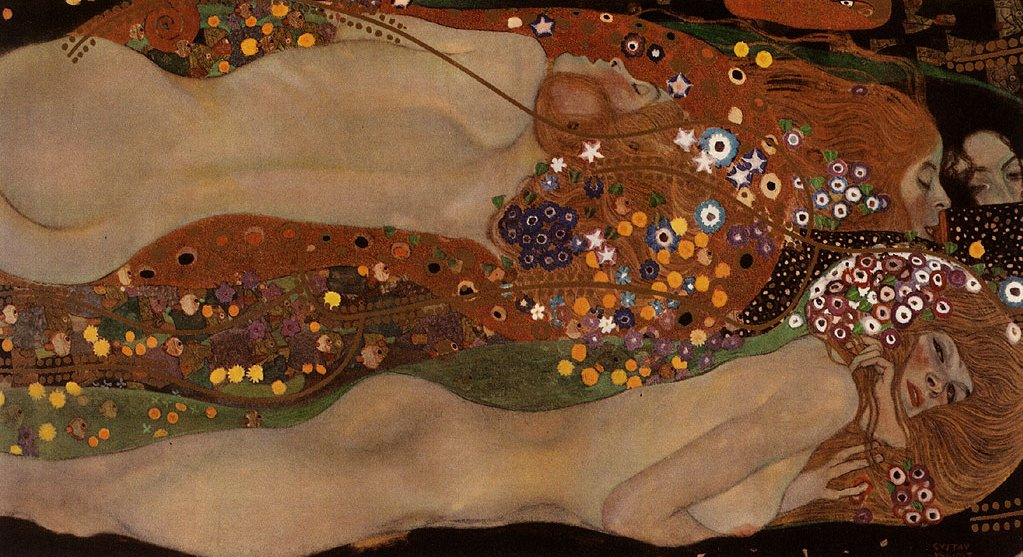
Wasserschlangen II (Freundinnen II), Gemälde (1904–1907) von Gustav Klimt. Die vordere Figur stellt Ea von Allesch dar.

Als eine der bekanntesten Verkörperungen des Typs galt Alma Mahler-Werfel, verheiratet mit Gustav Mahler, Walter Gropius und zuletzt Franz Werfel sowie zeitweise Geliebte von Alexander von Zemlinsky, Oskar Kokoschka und einigen anderen.
Ein weiteres Beispiel war die Modeschriftstellerin Ea von Allesch, die unter anderem Beziehungen mit Alfred Polgar und Hermann Broch hatte, für Gustav Klimt und andere Maler als Aktmodell arbeitete und die eines der realen Vorbilder für die Figur der Alpha in Robert Musils Drama Vinzenz und die Freundin bedeutender Männer war; sie galt zugleich als Femme fatale und als Femme fragile. Diese Doppelzuschreibung traf zeitweise auch auf Lina Loos zu. Zur Femme fatale wurden auch die Schriftstellerin Gina Kaus, die Autorin und Psychoanalytikerin Lou Andreas-Salomé sowie die Tänzerin und Spionin Mata Hari stilisiert.

Während es üblicherweise der männliche Blick ist, der einer Frau die Attribute einer Femme fatale zuordnet, gibt es doch ebenso etliche Beispiele, in denen auch Frauen dieses Rollenbild literarisch reflektieren. Zu erwähnen sind hier etwa der Einakter Die Sphinx von Lina Loos oder der Roman Der Teufel nebenan von Gina Kaus (verfilmt als Teufel in Seide).

## DieFemme fataleim Film

### Stummfilmzeit
Im Film erscheint der Typus der Femme fatale seit der Stummfilmzeit. Schauspielerinnen, die solche Charaktere wiederholt verkörpert haben, sind in den USA z. B. Theda Bara, Alla Nazimova und Gloria Swanson (1899–1983), und in Deutschland Fern Andra und Pola Negri. Ein charakteristisches deutsches Filmbeispiel ist Robert Wienes expressionistischer Film Genuine aus dem Jahr 1920, in dem die Femme fatale buchstäblich das Blut der Männer, die ihr erotisch verfallen, trinkt und so auf einprägsame Weise die Etymologie des Worts „Vamp“ erläutert.
Dem Filmjournalisten Robert Porfirio zufolge sei sexuelle Erniedrigung ein gängiges expressionistisches Motiv und zugleich typisch für die Romantik des Fin de Siècle. Dieses Motiv erscheine im Expressionismus „oft in Gestalt einer Femme fatale, die ein geachtetes Mitglied der Bourgeoisie an sich fesselt und es zur öffentlichen Demütigung zwingt“. Man könne darin den „Lohn der Sünde“ sehen, gleichzeitig passe es aber gut zu dem expressionistischen Interesse an der Darstellung extremer Gefühlszustände, die mit Libido und Schuld verbunden seien. Die Beispiele angesehener Professoren, die in den Filmen ihren Femmes fatales Seidenstrümpfe anziehen oder Fußnägel lackieren, kommentiert Robert Porfirio: „Die rituelle Tönung dieser Erniedrigungsakte legt Gemeinsamkeiten von Freudianismus, Expressionismus und Film Noir in ihrer Verknüpfung von Sex, Sadismus und Fetisch nahe“.

### 1940er Jahre
Die Femme fatale ist die zentrale Frauenfigur des amerikanischen Film noir der 1940er und 1950er Jahre.
Zu nennen sind hier unter anderem:
- Bridget O’Shaughnessy (Mary Astor) in Die Spur des Falken (1941)
- Helen Grayle/Velma Valento (Claire Trevor) in Murder, My Sweet (1944)
- Phyllis Dietrichsen (Barbara Stanwyck) in Frau ohne Gewissen (1944)
- Alice Reed (Joan Bennett) in Gefährliche Begegnung (1944)
- Vera (Ann Savage) in Umleitung (1945)
- Vivian Sternwood (Lauren Bacall) in Tote schlafen fest (1946)
- Gilda Mundson Farrell (Rita Hayworth) in Gilda (1946)
- Kitty Collins (Ava Gardner) in Rächer der Unterwelt (1946)
- Cora Smith (Lana Turner) in Im Netz der Leidenschaften (1946)
- Martha Ivers (Barbara Stanwyck) in Die seltsame Liebe der Martha Ivers (1946)
- Elsa Bannister (Rita Hayworth) in Die Lady von Shanghai (1947)
- Kathie Moffat (Jane Greer) in Goldenes Gift (1947)
- Maddalena Anna Paradin (Alida Valli) in Der Fall Paradin (1947)
- Norma Desmond (Gloria Swanson) in Boulevard der Dämmerung (1950)
- Annie Laurie Starr (Peggy Cummins) in Gefährliche Leidenschaft (1950)
- Diane Tremayne (Jean Simmons) in Engelsgesicht (1952)
- Rose Loomis (Marilyn Monroe) in Niagara (1953)
- Christina Bailey oder/und Gabrielle/Lili Carver (Cloris Leachman, Gaby Rodgers) in Rattennest (1955)
- Sabra Tanner (Susan Cabot) in Sorority Girl (1957)

Seit dieser Zeit zählen zu den Kennzeichen der Femme fatale:
- Inkonsistenz von Erscheinung und Wesen
- übererotisierte weibliche Attraktivität
- Intelligenz und Gefühlskälte
- manipulative Fähigkeiten
- Machtstreben
- selbstbestimmte Sexualität
- destruktive Norm- und Gesetzesüberschreitung

Die Grenzen zwischen den Stereotypen „Femme fatale“, „Femme fragile“, „Kindfrau“ und „Good Bad Girl“ sind fließend. Die oben genannten Kennzeichen werden auch Frauenfiguren zugeschrieben, die zugleich oder zuerst als fragil oder minderjährig charakterisiert werden. Auch weil sich Charaktere im Verlauf von Erzählungen verändern, fällt eine genaue Einordnung oft schwer. Passive, verletzliche, verletzte oder Opferfiguren (die eher zu „fragil“ oder „kindlich“ gezählt werden) und aktive „Täterinnen“, reif, selbstbestimmt (also eher „fatale“), gehen immer wieder ineinander über. Beispiele für diese Vermischung sind u. a. die auf Vladimir Nabokovs Lolita basierenden „Lolita“-Figuren, sowie:
- Nicole Danet (Nathalie Baye) in La Balance – Der Verrat (1982)[17]
- Kimberly Joyce (Evan Rachel Wood) in High School Confidential (2005)

### Weitere filmische Beispiele
- Lola Lola (Marlene Dietrich) in Der blaue Engel (1930)
- Christine Helm Vole (Marlene Dietrich) in Zeugin der Anklage (1957)
- Ilya (Melina Mercouri) in Sonntags… nie! (1960)
- Junge und alte Frau (Jitsuko Yoshimura, Nobuko Otowa) in Onibaba – Die Töterinnen (1964)
- Marianne Renoir (Anna Karina) in Elf Uhr nachts (1965)
- Helen Grayle/Velma Valento (Charlotte Rampling) in Fahr zur Hölle, Liebling (1975)
- Matty Walker (Kathleen Turner) in Heißblütig – Kaltblütig (1981)
- Rachael (Sean Young) in Blade Runner (1982)
- Eliane (Isabelle Adjani) in Ein mörderischer Sommer (1982)
- Kaede (Mieko Harada) in Ran (1985)
- Audrey Hankel / Lulu (Melanie Griffith) in Gefährliche Freundin (1986)
- Alex Forrest (Glenn Close) in Eine verhängnisvolle Affäre (1987)
- Catherine Tramell (Sharon Stone) in Basic Instinct (1992)
- Anna Barton (Juliette Binoche) in Verhängnis (1992)
- Bridget Gregory alias Wendy Kroy (Linda Fiorentino) in Die letzte Verführung (1993)
- Mona Demarkov (Lena Olin) in Romeo Is Bleeding (1993)
- Sil (Natasha Henstridge) in Species (1995)
- Suzanne Stone (Nicole Kidman) in To Die For (1995)
- Xenia Onatopp (Famke Janssen) in GoldenEye (1995)
- Suzie Toller (Neve Campbell) in Wild Things (1998)
- Estella (Gwyneth Paltrow) in Große Erwartungen (1998)
- Kathryn Merteuil (Sarah Michelle Gellar) in Eiskalte Engel (1999)
- Asami Yamazaki (Eihi Shiina) in Audition (1999)
- Jewel Valentine (Liv Tyler) in Eine Nacht bei McCool’s (2001)
- Rita/Camilla Rhodes (Laura Elena Harring) in Mulholland Drive – Straße der Finsternis (2001)
- Laure Ash (Rebecca Romijn-Stamos) in Femme Fatale (2002)
- Madison Bell (Erika Christensen) in Swimfan (2002)
- Helen (Fiona Horsey) in Penetration Angst (2003)
- Kara (Meagan Good) in Brick (2005)
- Mélanie Prouvost (Déborah François) in Das Mädchen, das die Seiten umblättert (2006)
- Alice Parker (Emmanuelle Béart) in A Crime (2006)
- Heloise bei Hannes Anderer in Begegnung mit Melusine. Buch 2. (2007)
- Aya Koike (Sakura Ando) in Love Exposure (2009)
- Jennifer Check (Megan Fox) in Jennifer’s Body – Jungs nach ihrem Geschmack (2009)
- Maria Elena (Penélope Cruz) in Vicky Christina Barcelona (2009)
- Mal Cobb (Marion Cotillard) in Inception (2010)
- Prinzessin Tamina (Gemma Arterton) in Prince of Persia (2010)
- Jacqueline „Jacky“ Pruitt (Lily LaBeau) in Wasteland (2012)
- Simone Bader (Katharina Heyer) in Die Frau hinter der Wand (2013)
- Emily Taylor (Rooney Mara) und Dr. Victoria Siebert (Catherine Zeta-Jones) in Side Effects – Tödliche Nebenwirkungen (2013)
- Frau (Scarlett Johansson) in Under the Skin (2013)
- Malkina (Cameron Diaz) in The Counselor (2013)
- Ava Lord (Eva Green) in Sin City 2: A Dame to Kill For (2014)
- Ava (Alicia Vikander) in Ex Machina (2015)
- Liza (AnnaLynne McCord) in 68 Kill (2017)
- Yennefer von Vengerberg (Anya Chalotra) in The Witcher (2019)
- Cassie (Carey Mulligan) in Promising Young Woman (2020)
- Jacqueline de Bellefort (Emma Mackey) in Tod auf dem Nil (2022)

## DieFemme fatalein den Neuen Medien
In Neuen Medien, etwa in Videospielen, taucht die Figur der Femme fatale ebenfalls auf. Als Beispiel sei die Spiele-Serie Max Payne genannt, in der ein Ex-Polizist namens Max Payne auf der Suche nach Rache und Gerechtigkeit, getrieben durch die Liebe zu Mona Sax, sich durch die Mafiabanden von New York schießt, um am Ende doch zu scheitern.
Die US-amerikanische Sängerin Britney Spears veröffentlichte am 25. März 2011 ihr siebtes Album unter dem Titel Femme Fatale.
„Femme fatale“ wird außerdem im gleichnamigen Song der Band The Velvet Underground thematisiert. Lou Reed schrieb dieses Lied auf Bitten von Andy Warhol über Edie Sedgwick.
Die Band Rammstein veröffentlichte 2005 die Single Rosenrot als Auskoppelung aus dem gleichnamigen Album. Darin wird die kurze Beziehung zwischen einer sehr jungen „Femme fatale“ – nämlich einem Mädchen noch – und einem Mann – gemäß Musikvideo: einem Mönch – dargestellt.

## Dokumentation
- Die Femme fatale in der Kunst. Ein Mythos und seine Demontage Regie. Regie: Susanne Brand, ARTE, SR, Frankreich, Deutschland, 43 Minuten, 2022

## Nachweise
1. ↑  55. La Belle Dame Sans Merci. Keats, John. 1884. The Poetical Works of John Keats. Abgerufen am 28. Februar 2022.
2. ↑  Vgl.: Mario Praz, 1994.
3. 1 2 3 4 5  Femme Fatale. Blick – Macht – Gender Hamburger Kunsthalle, aufgerufen am 5. November 2022
4. 1 2  ‚Femme fatale‘ vs. ‚Femme fragile‘: Weiblichkeitsentwürfe in der französischen Literatur des 19. Jahrhunderts Universität Siegen, aufgerufen am 1. November 2022
5. ↑  Mario Praz, 1994, S. 167.
6. ↑  Geschichte der Lilith im "Alphabet des Ben Sira" (hebräisch und englisch)
7. ↑  Judit – von der biblischen Heldin zur Femme fatale literaturkritik.de, aufgerufen am 5. November 2022
8. ↑  Von der Apostelin zur Femme fatale Deutschlandfunk, aufgerufen am 5. November 2022
9. ↑  Heloise Danna: Representing the Femme Fatale, the Case of Salome (englisch) Academia.edu, aufgerufen am 5. November 2022
10. ↑  Femme fatale oder Prostituierte, dazwischen nichts. Staatsoper Unter den Linden, aufgerufen am 5. November 2022
11. ↑  Beyond the femme fatale: the mythical Pandora as cathartic, transformational force in selected Lulu, Lola and Pandora texts Universität Melbourne, aufgerufen am 5. November 2022
12. ↑  Camille Paglia, Sexualität und Gewalt oder: Natur und Kunst (entnommen aus Die Masken der Sexualität), München, DTV, 1992, S. 41–48.
13. ↑  Lou Andreas-Salomé – eine Femme fatale? in Tabula-Rasa-Magazin
14. ↑  Robert Porfirio, Motiv: Sexuelle Erniedrigung in Der Film Noir, Hrsg. Alain Silver und James Ursini, Köln, Könemann, 2000, S. 84 f.
15. ↑  good-bad girl [Das Lexikon der Filmbegriffe]. Abgerufen am 28. Februar 2022.
16. ↑  René Ruppert, Der Verrat in Filmgenres – Film Noir, Hrsg. Norbert Grob, Stuttgart, Philipp Reclam jun., 2008, S. 304.
17. ↑  Viktor Bockris, Lou Reed 2014, S. 118.